# Olga Lengyel
Pour les articles homonymes, voir Lengyel (homonymie).
Olga Lengyel, née le 19 octobre 1908 en Autriche-Hongrie et décédée le 5 avril 2001, est une rescapée de la Shoah.
Elle est l'auteur de Souvenirs de l'au-delà (en).

## Biographie
Elle épouse Miklós Lengyel, un médecin réputé de Cluj, capitale de la Transylvanie. Ils ont deux enfants.
En 1937, Miklós Lengyel participe à la fondation de l'hôpital de la ville dont il devient le directeur. Olga Lengyel est l'assistante d'un chirurgien. En 1940, Cluj redevient hongroise. Le 19 mars 1944, la Wehrmacht envahit la Hongrie et Miklós Horthy est maintenu comme régent. Bien que non-juif, Miklós Lengyel est victime de la répression nazie. Il est accusé d'avoir boycotté les médicaments de la firme allemande Bayer. Pour cette faute « impardonnable », il est condamné à la déportation en mai 1944.
Olga Lengyel insiste pour qu'elle et ses enfants accompagnent son mari. Elle est alors persuadée qu'ils vont être envoyés dans un hôpital allemand pour soigner les blessés. Les Allemands accèdent à sa demande et même au-delà, puisque ses parents l'accompagnent dans le wagon à bestiaux qui l'emmènent loin de Cluj, destination la rampe des Juifs de Birkenau. Là, elle est séparée de son mari et de son père. Elle raconte : « Nous faisions partie maintenant d’une colonne qui s’étendait sur plusieurs centaines de mètres [...] Dans mon impardonnable naïveté, je crus l’officier S.S. qui nous affirma que les vieux resteraient près des enfants dont ils auraient la charge de s’occuper. J’en déduisis tout naturellement que les adultes dans la force de l’âge auraient à travailler [...] L’officier nous désigna ma mère et moi pour le groupe des adultes, le plus jeune de mes deux fils pour celui des enfants et des vieillards, et hésita une seconde devant mon fils aîné ». Elle persuade sa mère, ainsi que son fils aîné - qui n'a pas douze ans - de rejoindre le groupe des enfants et des vieillards, pensant qu'ils y seraient mieux. « Vous vous retrouverez tous dans le même camp », lui dit un SS. « Et dans quelques semaines vous serez tous réunis », renchérit un autre en riant. Ils sont gazés le jour même. Olga Lengyel ne s'est jamais pardonnée sa naïveté.
Après la quarantaine, elle est tatouée sous le no 25.403. Elle passe sept mois dans le camp et devient infirmière au Revier de Birkenau. Son témoignage sur la santé, l'hygiène et les sélections pour les chambres à gaz est donc particulièrement intéressant. Elle peut constater les ravages psychiques et physiques du camp. Elle suit le docteur Klein, un médecin SS, de block en block, lorsqu'il opère les sélections. Elle assiste les femmes qui accouchent avant de les voir partir, elles et leur bébé, dans les chambres à gaz - sauf si les nouvelles mères acceptent d'empoisonner leur enfant. Elle est témoin des exactions d'Irma Grese, une gardienne particulièrement sadique.
En janvier 1945, lorsque le camp est évacué, elle profite de la désorganisation pour s'évader. Elle parvient à rejoindre Odessa et de là repart vers l'Ouest. Elle est la seule de sa famille à revenir de Birkenau.
En 1946, alors qu'elle réside à Paris, elle publie son témoignage sous le titre de Souvenirs de l'au-delà (Éditions du Bateau Ivre, Paris), qui sera ensuite traduit en anglais sous le titre Five Chimneys: A Woman Survivor's True Story of Auschwitz. Son livre, écrit immédiatement à son retour, est de ce fait un témoignage très riche, sur le camp des femmes en particulier, et sur tous les aspects concernant la santé. Mais Olga Lengyel rapporte aussi ce qu'elle a entendu et qui ne correspond pas toujours à la réalité, ce qui malheureusement affaiblit son propos. Le témoignage d'Olga Lengyel inspire en partie William Styron pour son roman, Le Choix de Sophie.
Aux États-Unis, Olga épouse en secondes noces un homme d'affaires mexicain et s'installe 1954 à La Havane, à Cuba. Après l'arrivée de Castro au pouvoir, elle retourne à New-York où elle fonde la Memorial Library, une bibliothèque qui a pour objectif d'informer les générations présentes et à venir sur la Shoah et les différents génocides.
La propriété des citoyens américains a été expropriée par le gouvernement cubain, y compris leur collection d'art. Les demandes de retour ont toujours été ignorées.
À New York en 1962, Lengyel a fait don de la Memorial Library, qui se consacre à la commémoration de l'Holocauste, sous la garde de l'Université d'État de New York à Manhattan. Dans son testament, elle a légué sa propriété à Manhattan et le droit à la collection d'art à la Memorial Library.
À la suite de la détente politique entre les États-Unis et Cuba en 2015, les revendications légales de la collection d'art ont été commémorées par la Memorial Library. Selon la liste établie par Lengyel, la collection comprend des œuvres de Hans Memling, Antoine van Dyck, Francisco Goya et Edgar Degas.

## Œuvre
- Souvenirs de l'au-delà, Éditions du Bateau ivre, 1946